# Jonis Agee
Jonis Agee (* 31. Mai 1943 in Omaha, Nebraska) ist eine amerikanische Schriftstellerin.

## Leben
Jonis Agee wuchs in Nebraska und Missouri auf. Sie besuchte zunächst die University of Iowa (BA), anschließend die State University of New York at Binghamton (MA, PhD). Aktuell (Stand 2011) ist sie Adele Hall Professor für Englisch an der University of Nebraska in Lincoln und unterrichtet dort creative writing und twentieth-century fiction.

## Werke
Strange Angels, Bend This Heart und Sweet Eyes wurden auf die Liste der „Notable Books of the Year“ der New York Times gesetzt (1989, 1991 und 1993).

### Romane
- Sweet Eyes, 1991
- Strange Angels, 1993
- South of Resurrection, 1997
- The Weight of Dreams, 1999
- The River Wife, 2007

### Kurzgeschichten
- Pretend We've Never Met, 1989
- Bend This Heart, 1989
- A .38 Special and a Broken Heart, 1995
- Taking the Wall, 1999
- Acts of Love on Indigo Road, 2002